# سناء جميل
سناء جميل (27 أبريل 1930 - 22 ديسمبر 2002)، ممثلة مصرية. ولدت في محافظة المنيا لأسرة مسيحية ودرست في المعهد العالي للفنون المسرحية، وتخرجت في العام 1953، وعملت في الفرقة القومية واشتهرت بأدائها الجيد باللغة الفصحى واللغة الفرنسية. وكان الفن سببًا في القطيعة التي وقعت بينها وبين عائلتها في الصعيد، ولكنها تحملت البعد عنهم في سبيل الفن الذي عشقته وطغى على وجدانها.
شاركت الفنانة سناء جميل في 4 أفلام في قائمة أفضل 100 فيلم في ذاكرة السينما المصرية حسب إستفتاء النقاد عام 1996 : بداية ونهاية، المستحيل، الزوجة الثانية، زينب 1952.

## بداياتها
اختار لها الفنان المسرحي زكي طليمات اسم «سناء جميل» ليكون اسمها الفني بدلاً من اسمها الحقيقي «ثريا يوسف عطالله»، حين مثّلت مسرحية «الحجاج بن يوسف». ظلت تعمل في المسرح إلى أن رفضت الفنانة فاتن حمامة دور نفيسة في فيلم «بداية ونهاية» فرشّحها المخرج صلاح أبو سيف للدور، وكانت بدايتها الفعلية حيث حققت شهرة كبيرة في هذا الفيلم الذي أنتج عام 1960. تزوجت من الكاتب الصحفي الكبير لويس جريس في منتصف الستينات.

## أعمالها

### أفلام
| - اضحك الصورة تطلع حلوة: 1998 - روحية أم سيد - السيد كاف: 1994 - قسمت - سواق الهانم: 1994 - لطيفة هانم شوكت باشا - البطل مار جرجس: 1989 - الدنيا جرى فيها إيه: 1988 - البدرون: 1987 - أم الخير - الخرتيت: 1987 - نرجس - نساء خلف القضبان: 1986 - شاويش طلعت - حل يرضي جميع الأطراف: 1986 - منيرة - ملائكة الشوارع: 1985 - المشرفة - عندما يأتي المساء: 1985 - زينب - المجهول: 1984 - أم ناجي - الملاعين: 1979 - بهيرة - الشك يا حبيبي: 1979 - بهيجة - امرأة قتلها الحب: 1978 - ستله أم علي ونوسه - أهلا يا كابتن: 1978 - التاكسي: 1978 | - توحيده: 1976 - أم توحيده - حكمتك يارب: 1976 - أم نعيمة - الرسالة: 1976 - سمية - الشوارع الخلفية: 1974 - عديلة - بيت من رمال: 1972 - الشيطان والخريف: 1972 - نرجس - البعض يعيش مرتين: 1971 - زهيرة - فداك يا فلسطين: 1970 - الأم - الزوجة الثانية: 1967 - حفيظة - المستحيل: 1965 - فجر يوم جديد: 1965 - نايلة - بلا دموع: 1961 - بداية ونهاية: 1960 - نفيسة - قلب من ذهب: 1959 - مع الأيام: 1958 - إحسان - نساء في حياتي: 1957 | - لن أبكي أبداً: 1957 - سميحة - المجد: 1957 - شياطين الجو: 1956 - إسماعيل يس في متحف الشمع: 1956 - سامية - أحلام الربيع: 1955 - الميعاد: 1955 - أهل الهوى: 1955 - زوبة الشغالة - كدبة أبريل: 1954 - مرت الأيام: 1954 - كدت أهدم بيتي: 1954 - سونيا - يا ظالمني: 1954 - أنا وحبيبي: 1953 - حبيبة مزيفة - حرام عليك: 1953 - عفاف - في شرع مين: 1953 - عبيد المال: 1953 - فتاة المنحلة بالكباريه - نافذة على الجنة: 1953 | - بلال مؤذن الرسول: 1953 - زوجة المرابي اليهودي - شريك حياتي: 1953 - سهير - زينب: 1952 - مسعودة - سيدة القطار: 1952 - بشرة خير: 1952 - نورا - ناهد: 1952 - جمالات - شم النسيم: 1952 - الإيمان: 1952 - سهام - إديني عقلك: 1952 - بهيجة - سلوا قلبي: 1952 - المهرج الكبير: 1952 - في الاستعراض - الأم القاتلة: 1952 - منى - حكم القوي: 1951 - آدم وحواء: 1951 - طيش الشباب: 1951 - أنا بنت مين: 1950 |

### مسلسلات
| - صنايع صنايع:2002 - طرح البشر:2002 - ضبط وإحضار:2001- المعلمة بغددة - البر الغربي:2001-أم عرفان - الرقص على سلالم متحركة:2001 -نهاد العليمي - البيضاء:2001 - بيت العلالي:2000 - خالتي صفية والدير:1996-حسنية - إمراة مختلفة (صواريخ حريمي):1996 - ساكن قصادي (ج1، 2):1995، 1996-سلوى - سور مجرى العيون:1993-سنية خربوش - حصاد الحب:1992-نبوية مرزوق - اللعبة المجنونة:1991-عصمت سيف الدولة - آن الأوان:1990 | - صباح الخير يا جاري:1990-سلوى - ليلة هروب:1989-صفية - الحب وسنينة:1989-ضيفة الحلقات - طيور الزمن الجريح:1989 - الراية البيضا:1988-المعلمة فضة المعداوي - الأخوة زنانيري:1988-رحمة زنانيري - وعاد النهار:1988-أم هاشم - أزواج لكن غرباء:1986-الدكتورة مكارم - دعوني أعيش:1984-عايدة - عصفور في القفص:1984-ميكي - الحياة مرة أخرى:1984-علوية - الامتحان:1983-د. إقبال البارودي - ابن سينا:1982-ستاره والدة ابن سينا - اللقاء الأخير:1982-دولت | - عيون:1980-الدكتورة رأفت - الآنسة:1979-سناء - إصلاحية جبل الليمون:1979-د. سناء سعيد - عيون الحب:1979-ميرفت - النصف الآخر:1974 - طائر البحر:1972 - أيام المرح:1972 - بنك القلق:1972-فاطمة - أنا القاتل:1971 - الفرخة اتكلمت:1971 - ابنها الوحيد:1971 - النصيب:1971 - أشجان:1970 - أسرع طريقة للجنان:1970 | - الممكن:1970 - سيداتي آنساتي:1970 - أسلاك شائكة:1966 - هارب من الأيام:1963 - الحل الوحيد - لو يعود الزمان-خيرية - جريمة على الشاطئ الهادئ-دولت - قلوب فقدت الحب - حكايات ساخنة - سنوات العمر-قوت القلوب - قلوب عطشى - الضوء الأسود |

### مسلسلات إذاعية
| - الإمبراطور أبو الدهب:1989 - الشيطان والخريف:1986 - الصبر في الملاحات:1984 - حكاية الدكتور مسعود:1979 - غدًا أو بعد غد: آلة الزمن:1963-سونيا / راشيل - شخصيات تبحث عن مؤلف:1961 - تقاليع الستات - امرأة من حديد - كلمني عن بكره - مراتي عصبية | - مطلوب خدامة - رجل وامرأة - الولد الشقي - مذكرات المعلم شعبان - عفريت البلد-كاترينا - حضرة الوكيلة - أذكى رجل في العالم-سوفي - أخو مراتي-زكية - صباح الخير يا جاري-سلوى - زقزوق وأولاده في العيد | - أم الأولاد - مغاوري غاوي مغنى - قصر الشوق - ضبع الليل - بنت الدلال - سارة - الدكتور عصبي - صورة نادية - فين العريس-نبيهة | - عروسة لزوجي-مديحة - مذكرات الأسطى علي - ثم عاد الربيع - لعبة حب - أبلة شوشو - الجاهزين قوي-ريتا - كلاب الحراسة-إيرما - راحت مع التيار - السر الرهيب |

| \| - كبارية:1974 - كارت بلانش:1970 - زوجات وأزواج:1969 - زهرة الصبار:1967-الآنسة جيهان \| - صاحب الجلالة:1955-إيناس - الست عايزة كده:1955-فيفي - طيور الحب \| - الناس اللي فوق - شمس النهار - زهرة الصبارة \| | - سهرة تليفزيونية: الحفرة - سهرة تليفزيونية: زوجة: وسكرتيرة - سهرة تليفزيونية: نعمات: هانم - سهرة تليفزيونية: الزهور: تملأ: الحديقة - فيلم قصير: تاكسي |                                              |
| - كبارية:1974 - كارت بلانش:1970 - زوجات وأزواج:1969 - زهرة الصبار:1967-الآنسة جيهان | - صاحب الجلالة:1955-إيناس - الست عايزة كده:1955-فيفي - طيور الحب                                                                                       | - الناس اللي فوق - شمس النهار - زهرة الصبارة |

## السينما
- عندما يأتي المساء.

بدأت سناء جميل مشوارها السينمائي في العام 1951 بفيلم «طيش الشباب» والعام 1952 «آدم وحواء» و«الإيمان» و«سلوا قلبي» و«شم النسيم» و«بشرة خير» و«حرام عليك» والعام 1953 «بلال مؤذن الرسول» و«شريك حياتي» و«أنا وحبيبي» و«في شرع مين» و«عبيد المال» و«نافذ على الجنة» والعام 1954 «كدت أهدم بيتي» و«مرت الأيام» و«كدبة إبريل» و«يا ظالمني» والعام 1955 «الميعاد» و«أهل الهوى» والعام 1956 «إسماعيل يس في متحف الشمع» و«شياطين الجو» والعام 1957 «المجد» و«لن أبكي أبا» والعام 1958 «مع الأيام» والعام 1959 «قلب من ذهب» والعام 1960 «بداية ونهاية» والعام 1961 «بلا دموع» والعام 1963 «فجر يوم جديد» و«المستحيل» والعام 1968 «الزوجة الثانية» والعام 1970 «فداك يا فلسطين» (إنتاج لبناني) والعام 1972 «البعض يعيش مرتين» والعام 1974 «الشوارع الخلفية» والعام 1976 «حكمت يا ب» و«توحيدة» والعام 1978 «امرأة قتلها الحب» و«أهلًا يا كابتن» والعام 1979 «الشك يا حبيبي» والعام 1980 «المجهول» والعام 1985 «ملائكة الشوارع» والعام 1987 «الخرتيت» والعام 1988 «البدرون» و«الدنيا جرى فيها ايه» والعام 1994 «سواق الهوانم» و«السيد كاف» والعام 1998 «اضحك الصورة تطلع حلوة».
كان فيلم «بداية ونهاية» هو الفيلم الأول الذي حقق للفنانة سناء جميل شهرة واسعة بتجسيدها شخصية «نفيسة» وهو مأخوذ عن قصة لنجيب محفوظ وشاركها البطولة أمينة رزق وعمر الشريف وفريد شوقي وصلاح منصور ومن إخراج صلاح أبو سيف الذي أخرج أيضًا «الزوجة الثانية» وقدمت فيه شخصية «حفيظة» زوجة العمدة وقد شاركتها البطولة فيه الفنانة سعاد حسني وشكري سرحان وصلاح منصور كما قدمت شخصية «سمية» أول شهيدة في الإسلام فيلم «الرسالة» للمخرج العالمي مصطفى العقاد.
لم تتعاون مع المخرج يوسف شاهين إلا في فيلم واحد هو «فجر يوم جديد».
في العام 2016 قدمت المخرجة المصرية روجينا بسالي فيلمًا تسجليًا عنها بعنوان «حكاية سناء» تناول مشوار حياتها، وقامت أيضًا بعمل كتاب يحمل نفس العنوان.

## جوائزها
حصلت الفنانة سناء جميل على العديد من جوائز وزارة الثقافة ووزارة الإعلام وعلى وسام العلوم والفنون عام 1967 كما تم تكريمها في مهرجان الأفلام الروائية 1998.

## وصلات خارجية
- سناء جميل على موقع IMDb (الإنجليزية)
- سناء جميل على موقع الدهليز
- سناء جميل على موقع قاعدة بيانات الأفلام العربية
- سناء جميل على موقع قاعدة بيانات الفيلم (الإنجليزية)